# Anneau adélique
En mathématiques et dans la théorie des nombres, l'anneau adélique, ou anneau des adèles, est un anneau topologique contenant le corps des nombres rationnels (ou, plus généralement, un corps de nombres algébriques), construit à l'aide de toutes les complétions du corps.
Le mot « adèle » est une abréviation pour « additive idele » (« idèle additive »). Le fait que ce soit aussi un prénom féminin français est typique de l'esprit bourbakiste[réf. souhaitée]. Les adèles étaient appelées vecteurs de valuation ou répartitions avant 1950.

## Définitions
La complétion profinie {\displaystyle {\hat {\mathbb {Z} }}} des entiers est la limite projective (ou limite inverse) des anneaux Z/nZ :
{\displaystyle {\hat {\mathbb {Z} }}=\lim _{\leftarrow }\mathbb {Z} /n\mathbb {Z} ~.}
Par le théorème des restes chinois, il est isomorphe au produit de tous les entiers p-adiques :
{\displaystyle {\hat {\mathbb {Z} }}=\prod _{p}\mathbb {Z} _{p},}
le membre de droite étant muni de la topologie produit. 
L'anneau adélique des entiers est le produit :
{\displaystyle \mathbb {A} _{\mathbb {Z} }=\mathbb {R} \times {\hat {\mathbb {Z} }}.}
L'anneau adélique des rationnels est son extension des scalaires à tous les rationnels, soit le produit tensoriel :
{\displaystyle \mathbb {A} _{\mathbb {Q} }=\mathbb {Q} \otimes _{\mathbb {Z} }\mathbb {A} _{\mathbb {Z} }}
topologisé de sorte que {\displaystyle \mathbb {A} _{\mathbb {Z} }} en est un sous-anneau ouvert. Plus précisément, une base de la topologie est donnée par les ensembles de la forme 
{\displaystyle U\times \prod _{p\in S}V_{p}\times \prod _{p\notin S}{\mathbb {Z} }_{p}}
où U est un ouvert de {\displaystyle \mathbb {R} }, S un ensemble fini de premiers  et  {\displaystyle V_{p}} un ouvert de {\displaystyle \mathbb {Q} _{p}}. La topologie adélique est plus fine que celle induite par la topologie produit de {\displaystyle \mathbb {R} \times \prod _{p}\mathbb {Q} _{p}}. 
Plus généralement, l'anneau adélique d'un corps de nombres algébriques quelconque K est le produit tensoriel 
{\displaystyle \mathbb {A} _{K}={K}\otimes _{\mathbb {Z} }\mathbb {A} _{\mathbb {Z} }}
topologisé comme le produit de deg(K) copies de {\displaystyle \mathbb {A} _{\mathbb {Q} }}.
L'anneau adélique des rationnels peut aussi être défini comme le produit restreint
{\displaystyle \mathbb {A} _{\mathbb {Q} }=\mathbb {R} \times {\prod _{p}}'\mathbb {Q} _{p}}
de toutes les complétions p-adiques {\displaystyle \mathbb {Q} _{p}} et des nombres réels ou, en d'autres termes, comme le produit restreint de toutes les complétions des rationnels. Dans ce cas, le produit restreint signifie que pour un adèle {\displaystyle (a_{\infty },a_{2},a_{3},a_{5},....)} tous les ap sont des entiers p-adiques, sauf un nombre fini d'entre eux.
L'anneau des adèles d'un corps de fonctions sur un corps fini peut être défini d'une manière similaire, comme le produit restreint de toutes les complétions de ce corps.

## Propriétés
Les adèles rationnels forment un groupe localement compact, les nombres rationnels ℚ formant un sous-groupe discret co-compact. L'utilisation des anneaux adéliques en relation avec les transformations de Fourier a été exploitée dans la thèse de Tate. Une des propriétés-clef du groupe additif des adèles est qu'il est isomorphe à son dual de Pontryagin.

## Applications
L'anneau des adèles est beaucoup utilisé en théorie des nombres, souvent comme anneau de coefficients dans des groupes matriciels :  combiné avec la théorie des groupes algébriques, cela permet de construire les groupes algébriques adéliques (ou groupes des idèles). Le groupe des idèles de la théorie du corps de classes apparait comme le groupe des éléments inversibles de l'anneau des adèles. En identifiant ce groupe au sous-ensemble fermé des points {\displaystyle (x,y)\in \mathbb {A} _{\mathbb {K} }\times \mathbb {A} _{\mathbb {K} }} tels que xy=1, avec la topologie induite, on en fait un groupe topologique. Il est à noter que l'inclusion des idèles dans les adèles est une application continue, mais n'est pas une immersion, et son image n'est ni ouverte ni fermée.
Une étape importante dans le développement de la théorie a été la définition du nombre de Tamagawa pour un groupe algébrique adélique linéaire. C'est une mesure de volume reliant {\displaystyle G(\mathbb {Q} )} avec G(A), disant comment {\displaystyle G(\mathbb {Q} )}, qui est un groupe discret dans G(A), est plongé dans ce dernier. Une conjecture d'André Weil (en) était que le nombre de Tamagawa était toujours 1 pour G groupe algébrique simplement connexe. Ceci découlait du traitement moderne de Weil des résultats de la théorie des formes quadratiques ; la démonstration fut finalement complétée par Kottwitz.
Pendant ce temps, l'influence de l'idée du nombre de Tamagawa se faisait sentir dans la théorie des variétés abéliennes. Il semblait (et il semble toujours) qu'aucune adaptation directe  n'en soit possible. Toutefois, durant la mise au point de la conjecture de Birch et Swinnerton-Dyer, la considération de ce que pour une courbe elliptique E, le groupe des points rationnels {\displaystyle E(\mathbb {Q} )} pouvait être mis en relation avec {\displaystyle E(\mathbb {Q} _{p})} fut une motivation et donna une direction de travail sur le chemin menant des résultats  numériques à la formulation de la conjecture.